# I morti
I morti (titolo orig. The Dead) è il racconto finale della collezione di James Joyce Dubliners, pubblicata nel 1914. È il racconto più lungo della raccolta, con 15.952 parole, tale da esser descritta come sufficientemente ampia per esser considerata una novella. La storia racconta i temi dell'amore e della perdita, ponendo domande sulla natura dell'identità irlandese.
Acclamata da critici e accademici fin alla sua uscita, la storia fu reputata da T. S. Eliot uno dei più grandi racconti mai scritti.

## Personaggi principali
- Kate Morkan
- Julia Morkan
- Mary Jane Morkan: nipote di Kate e Julia Morkan
- Lily: figlia del portinaio
- Gabriel Conroy: nipote di Kate e Julia Morkan
- Gretta Conroy: moglie di Gabriel
- Molly Ivors: collega di Gabriel, irlandese molto patriottica
- Mr. Browne: ospite della festa
- Freddy Malins: un alcolista amico di Gabriel
- Bartell D'Arcy: un famoso tenore
- Michael Furey

## Trama
Joyce ripercorre il culmine della crisi morale di Gabriel Conroy, un insegnante e scrittore. Nella Dublino dei primissimi anni del Novecento, una serata di neve intensa, come non accadeva da anni. Gabriel e la moglie partecipano al ballo annuale di Natale delle vecchie signorine Morkan: la cugina Mary Jane e le ospitali zie Julia e Kate.
Con loro vi sono molti altri ospiti e figure particolari che si muovono sulla scena della festa. Gabriel s'imbatte così in diverse personalità: dal nazionalismo bigotto della signora Ivors ai contegni brilli e allegri di Mr Browne e Freddie Malins, ed è incaricato del gran discorso retorico ai commensali, in cui sottolinea il carattere ospitale del popolo irlandese e uno sguardo malinconico verso il passato. La serata è dominata dai canti e dal ballo finché a poco a poco gli ospiti tornano a casa.
Gabriel e la moglie vengono accompagnati da altre persone verso la carrozza che li porterà al loro albergo. Dopo l'euforia della festa si ritrovano così soli. Gabriel riscopre dentro di sé i momenti di gioia, intimità e tenerezza con la moglie nel corso di una vita dominata prevalentemente dalle sofferenze e sente dentro di sé un forte bisogno sensuale di amarla.
Raggiunta la camera d'albergo, Gretta, la moglie, gli confessa il motivo della sua tristezza. Una canzone, durante la festa, le aveva ricordato di un ragazzo conosciuto a Galway, prima di arrivare a Dublino, malato e così innamorato di lei da sfidare la sua stessa malattia, stando sotto la pioggia per incontrarla, proprio prima che lei partisse.
Il senso di rabbia che coglie Gabriel si tramuta presto in un senso di sconfitta e mestizia che gli rivela la caduta di ogni sua idealizzazione, il fallimento di se stesso e il senso di mediocrità che lo avvolge. Giunge allora alla consapevolezza che morire presto, ma incalzati da una forte passione, sia meglio che lasciarsi uccidere dal tempo e dalla vecchiaia.  La sua anima si sente infatti già morire, mentre la neve scende stancamente su Dublino, ricoprendo i vivi e i morti, tra i quali, ormai, sembra esserci ben poca differenza.

## Commento
L'ultimo dei quindici racconti di "Dubliners" sembra l'unico in cui la presa di coscienza da parte del protagonista faccia sperare in quel cambiamento che nei racconti precedenti si presenta come vano proponimento.
L'atmosfera finale in cui i vivi e i morti sembrano scambiarsi i ruoli, in cui il ricordo dell'amato sembra essere per Gretta più reale dell'evanescente figura di Gabriel, infatti, non allude all'ennesimo fallimento del protagonista di fronte alla prospettiva del cambiamento: l'immagine dei due coniugi alla finestra che osservano la nevicata è al contempo la presa di coscienza della propria morte interiore (per Gretta l'aver fatto del ricordo il centro della sua esistenza, per Gabriel l'aver creduto di vivere in una dimensione esistenziale solida e sicura, ma in realtà profondamente fragile: si consideri il suo matrimonio) e, come allude Gabriel nel finale con l'espressione "go west", proposta di svolta radicale.
Questa può attuarsi nella morte fisica o nella fuga dalla realtà irlandese che, inattuata in tutti gli altri racconti, si impone ne "I morti" come soluzione definitiva e sintesi dell'intera raccolta di racconti.

## Adattamenti
I morti fu riadattato in un film intitolato The Dead - Gente di Dublino da John Huston nel 1987 e in un musical nel 1999 da Christopher Walken con le musiche di Shaun Davey.

## Edizioni italiane
- in  Gente di Dublino, traduzione di Maria Pia Balboni, Collana Le perle della letteratura universale, Rimini, Gulliver, 1986. - Collana I giganti, Gulliver, 1995, ISBN 88-8129-046-4.
- in Gente di Dublino,  I morti, traduzione di Marco Papi, Milano, Garzanti, 1976. - Biblioteca del viaggiatore, Bagno a Ripoli, Passigli, 1987, ISBN 978-88-368-0119-0; Collana I piccoli grandi libri, Garzanti, 2024, ISBN 978-88-110-1311-2.
- I morti, a cura di Claudia Corti, Collana Letteratura Universale, Venezia, Marsilio, 2012, ISBN 978-88-317-1105-0.
- in  I dublinesi, traduzione di Maurizio Bartocci, Collana I Classici, Milano-Firenze, Bompiani, 2018, ISBN 978-88-452-9738-0.
- I morti, Prefazione e trad. di Alessandro Gentili, Bagno a Ripoli, Passigli, 2018, 2021, ISBN 978-88-368-1831-0.
- I morti, traduzione di Cristina Mosca, a cura di Dario Pontuale, Collana Gli eletti, Alter Ego, 2020, ISBN 978-88-933-3176-0.
- The Dead. I morti, traduzione di Marco Marzagalli, Genova, Amazon (Independently published), 2022, ISBN 979-84-483-1402-5.
- I morti, traduzione di Maria Baiocchi e Anna Tagliavini, Roma, Edizioni dell'Asino, 2022, ISBN 978-88-635-7451-7.